# Guidobaldo I de Montefeltro
Guidobaldo (Guido Ubaldo) de Montefeltro, em italiano Guidobaldo da Montefeltro (17 de janeiro de 1472 – 10 de abril de 1508), também conhecido por Guidobaldo I, duque de Urbino, foi um condottiero italiano e Duque de Urbino de 1482 a 1508.

## Biografia
Nasceu em Gubbio, sucedendo a seu pai Frederico III de Montefeltro como Duque de Urbino em 1482 num momento de grande incerteza política apenas com 10 anos, assistido pelos tios paternos.
Guidobaldo casou com Isabel Gonzaga (Elisabetta Gonzaga), irmã de Francisco II Gonzaga, Marquês de Mântua. Dado que Guidobaldo era impotente, o casal não teve descendência, mas Isabel recusou divorciar-se do marido.
Enquanto comandante dos exércitos papais de Alexandre VI, Guidobaldo lutou ao lado das tropas francesas do rei Carlos VIII durante a invasão deste na Itália meridional; mais tarde, foi contratado pela República de Veneza contra Carlos. Adquiriu fama dum valente capitão em toda a Itália, sendo chamado pelos Florentinos contra Pisa, mas não teve sorte nesta guerra dada a habilidade estratégica do seu adversário Lucio Malvezzi.
Em 1496, enquanto lutava pelo Papa na batalha de Valerano, próximo de Bracciano, Guidobaldo foi feito prisioneiro por Battista Tosi, que militava nas fileiras dos Orsini, sendo libertado no ano seguinte.
Guidobaldo foi forçado a abandonar Urbino em 1502 para fugir aos exércitos de César Bórgia, refugiando-se primeiro em Ravena, e depois em Mântua, só regressando em 1503, após a morte do pai de César, o Papa Alexandre VI. Adoptou Francisco Maria Della Rovere, filho de sua irmã e também sobrinho do Papa Júlio II, unindo assim o senhorio de Senigália ao Ducado de Urbino. Auxiliou ainda o Papa Júlio II na reconquista da Romagna, sendo-lhe plenamente restituído as suas possessões pelo Pontífice, que o nomeou então Capitão-geral e Gonfaloneiro da Igreja, cargo que recupera do pai Frederico.
A corte de Urbino era, na altura, uma das mais refinadas e elegantes em toda a Itália, sendo um centro de cultura e de encontro de muitos homens de letras. O historiador italo-inglês Polydore Vergil poderá ter estado ao serviço de Guidobaldo e Isabel, bem como Baldassare Castiglione, autor do livro Il Cortegiano, que descreve a corte de Urbino. 
Sofrendo de gota, Guidobaldo morreu em Fossombrone com 36 anos de idade. O seu fétero foi solenemente transportado para Urbino e sepultado na igreja de San Bernardino, mausoléu ducal, junto à campa de seu pai Frederico. Sucedeu-lhe o sobrinho, Francisco Maria I Della Rovere, já anteriormente designado herdeiro.